# Trygve Løken
Trygve Løken (9 settembre 1898 – 19 agosto 1955) è stato un calciatore norvegese, di ruolo difensore.

## Carriera

### Club
Løken giocò con la maglia del Moss.

### Nazionale
Conta una presenza per la Norvegia. Il 15 giugno 1927, infatti, fu in campo nella sfida vinta per 3-1 contro la Finlandia.